# Слепая партия
Слепая партия — дебют в русских шашках. Для дебюта характерны отдача белыми центра и связка правого фланга. Есть две схожие табии дебюта. Одна возникает после ходов 1. cb4 de5 2. ba5 bc5 3. ef4 ed6 4. bс3 fg5 5. fe3 gh4 6. gf2. Другая после 1.cb4 fe5 2.ef4 ef6 3.ba5 fg5 4.fe3 gh4 5.gf2
Их названия соответственно слепая партия c 1…de5 и слепая партия c 1…fe5.
Разыгрывая первые ходы слепой партии c 1…de5, черные могут перейти в дебют Защита Чайковского: 1.cb4 de5 2.ba5 fg5, где нет связки правого фланга белых, как в слепой партии.